# Antoine Kina
Antoine Kina (Gante, 13 de fevereiro de 1996) é um jogador de hóquei sobre a grama belga, campeão olímpico.

## Carreira
Kina jogou no Gantoise até 2017, quando se mudou para o Waterloo Ducks. Depois de uma temporada no clube, voltou para o Gantoise. Ele também integrou a Seleção Belga de Hóquei sobre a grama masculino nos Jogos Olímpicos de Verão de 2020 em Tóquio, quando conquistou a medalha de ouro após derrotar a equipe australiana por 3–2 nas penalidades.